# Антоній Юнак
Протоієрей Антоній Іванович Юнак (31 липня 1880 р., Яблонь - † 27 липня 1968р. Філадельфія) - український релігійний діяч в еміграції, священник, рятівник Холмської чудотворної ікони Божої Матері.

## Життєпис
Народився 31 липня 1880 року у с.Яблонь, Холмської губернії в родині військового лікаря.Батько брав участь в обороні м.Севастополь. Був молодшою дитиною в родині. Рано залишився без батька.
1896 - закінчив Варшавське духовне училище.
1903 - Холмську духовну семінарію.
До Першої світової війни був настоятелем Вакиївської православної парафії на Холмщині.
1919 - закінчив Московську духовну академію.
В 1919-1920 роках - настоятель храму в Передмостовій слобідці, Київської губернії.
1920 - настоятель храму в с.Селище, Вінницького повіту, Подільської губернії.
1921-1923 - настоятель Спасо-Преображенського собору м.Вінниця.
У червні 1922 року був засуджений до одного року примусових робіт за протидію Радянській владі у вилученні церковних цінностей з Спасо-Преображенського собору м.Вінниця.
З травня по жовтень 1925 року - настоятель храму Іоанна Богослова на Малих хуторах.
З 1925 року - настоятель храму в Передмостовій слобідці, Київської губернії.
17 жовтня 1930 заарештований у справі Київської філії ІПЦ. 14 вересня 1931 р. засуджений за ст.ст. 54-2 і 10 КК УРСР до 10 років ВТТ. 14 грудня 1932 р. термін вироку скорочений до 3 років ВТТ.
У 1943 році брав участь в порятунку Холмської ікони Божої Матері.
1946-1950 - настоятель храму Сергія Радонезького в м.Бад-Кіссінген (Німеччина).
З 1950 - настоятель храму св.Рівноапостольного князя Володимира у м.Філадельфія (США).
1964 - вийшов на спокій. 
27 липня 1968 року, о 07:30 ранку помер.
Похований на кладовищі Свято-Троїцького монастиря с.Джорданвіль (США).